# 市立體育館前停留場

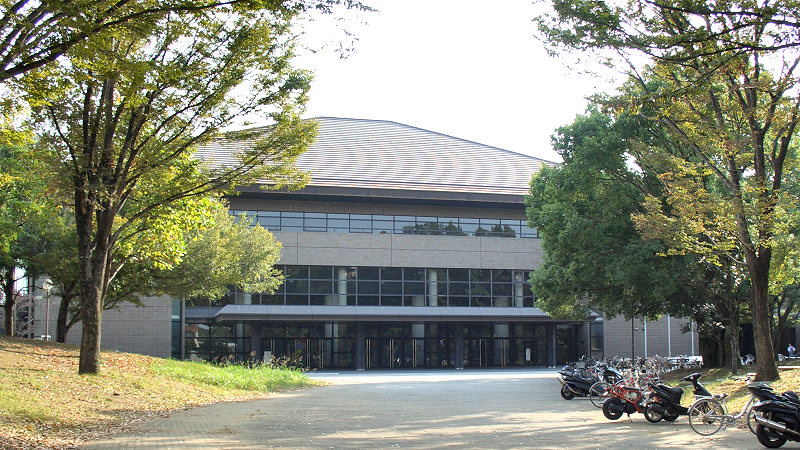
熊本市綜合體育館、青年會館

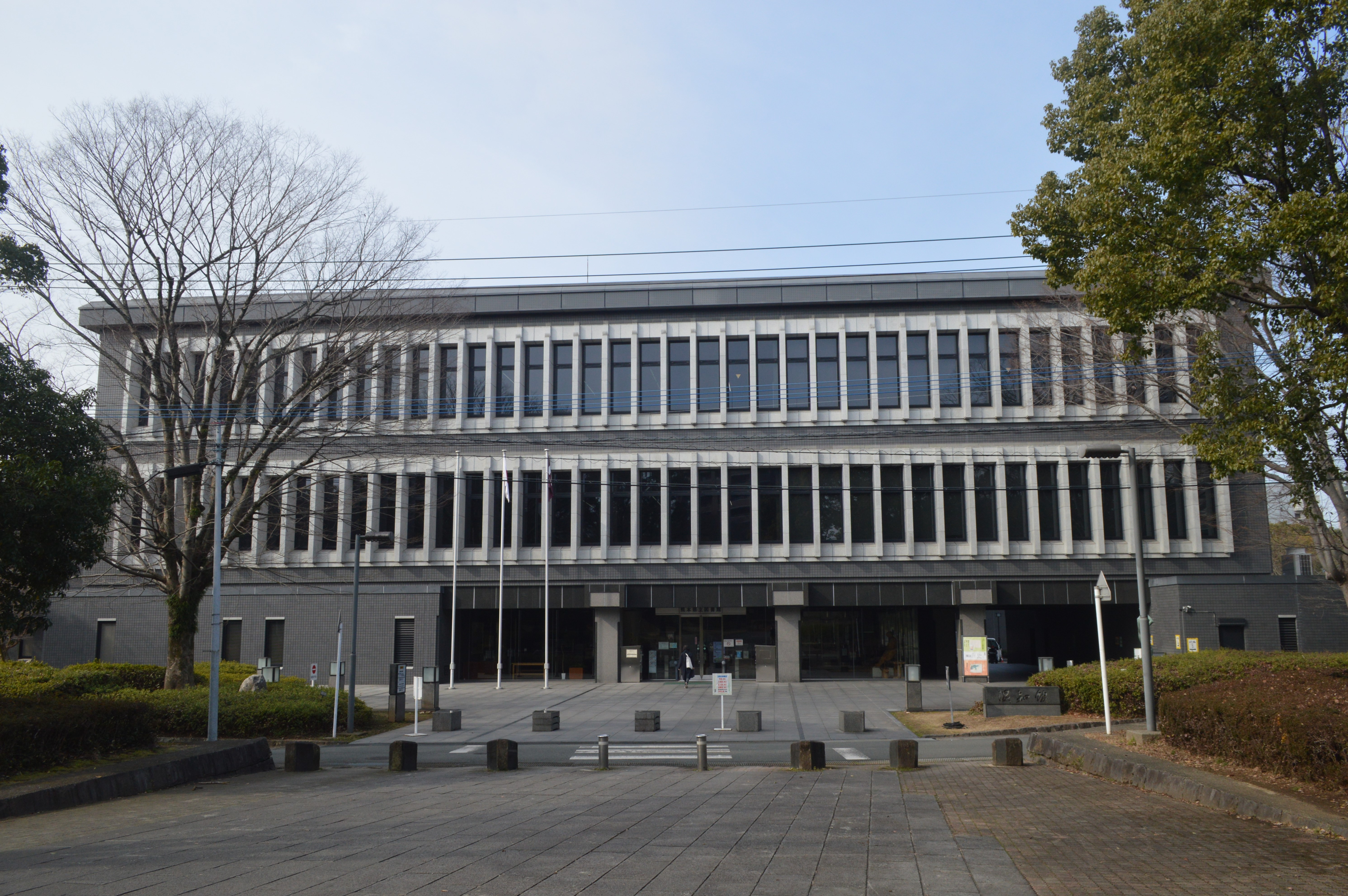
熊本縣立圖書館

市立體育館前停留場（日语：／ Shiritsutaiikukan-mae teiryūjō */?），又稱市立體育館前電車站，是位於熊本縣熊本市中央區水前寺公園和出水一丁目，熊本市交通局（熊本市電）健軍線的電車站。車站編號為19。A系統和B系統停靠此站。熊本市綜合體育館距離此電車站400米處。

## 歷史
- 1945年（昭和20年）5月24日 - 砂取站啟用。
- 1958年（昭和33年）- 電車站改名為體育館前站。
- 1964年（昭和39年） - 1969年（昭和44年） - 電車站改名為市立體育館前停留場。

## 站名的由來
原本車站鄰近「熊本市體育館」（通稱：水前寺體育館），在1999年（平成11年）9月颱風巴特吹襲日本後關閉，後來拆毀後重建為公園。 

## 電車站構造
此電車站設有2面2線的相對式低地台月台。月台與路邊行人路之間設有行人過路處，曾經在2012年2月前設有行人天橋。在靠近商業高校前電車站一方設有折返設備，在2018年4月前，國府～新水前寺站前電車站之間設有折返設備，現已撤走。在1970年代前，電車站附近設有「舊・水前寺体育館」引込線，用作折返電車使用，也用作暫時停泊散水車。

### 運行系統
此電車站是健軍線電車站之一。■A系統和■B系統會駛入此站。
| 月台 | 路線           | 上下行 | 方向                                               |
| ---- | -------------- | ------ | -------------------------------------------------- |
| 西邊 | ■A系統         | 上行   | 新水前寺站、通町筋、辛島町、熊本站、田崎橋方向     |
| 西邊 | ■B系統         | 上行   | 新水前寺站、通町筋、辛島町、本妙寺入口、上熊本方向 |
| 東側 | ■A系統、■B系統 | 下行   | 動植物園入口、健軍町方向                           |

## 使用狀況
| 1日上下車人次變化 | 1日上下車人次變化 |
| 年度              | 1日平均人次       |
| ----------------- | ----------------- |
| 2011年            | 657               |
| 2012年            | 739               |
| 2013年            | 872               |
| 2014年            | 951               |
| 2015年            | 957               |

## 電車站周邊
- 熊本市綜合體育館·青年會館（日语：熊本市総合体育館・青年会館）
- 熊本縣立圖書館（日语：熊本県立図書館）
- 水前寺江津湖公園（日语：水前寺江津湖公園）水前寺地區…水前寺體育館（舊熊本市立體育館）遺址
- 水前寺江津湖公園出水地區
- 「水前寺公園前·縣立圖書館入口」巴士站

以下設施位於電車站5至10分鐘步程：　
- 熊本縣廳舍（日语：熊本県庁舎）
- 熊本縣警察（日语：熊本県警察）總部
- 上江津湖（日语：江津湖）
- 熊本洋學校教師館Janes邸（日语：熊本洋学校教師館ジェーンズ邸）（熊本縣指定重要文化財，熊本Artpolis（日语：くまもとアートポリス）選定既存建造物）
- 熊本市上下水道局（日语：熊本市上下水道局）（熊本Artpolis（日语：くまもとアートポリス）選定既存建造物）
- 夏目漱石第3舊居
- 米澤（日语：ヨネザワ）總部

## 相鄰電車站
熊本市交通局
■A系統、■B系統（健軍線）
水前寺公園（18）－市立體育館前（19）－商業高校前（20）

## 注腳
1. ↑  国土数値情報(駅別乗降客数データ)  （页面存档备份，存于）（日語） - 國土交通省，2018年3月27日參閲

## 外部連結
- 熊本市交通局 （页面存档备份，存于）（日語）